# Johann Michael Schmid
Johann Michael Schmid (* vor 1720 bei Pernartitz, Westböhmen; † 19. Dezember 1792 in Mainz) war ein deutscher Komponist und Kapellmeister böhmischer Herkunft.

## Leben
Schmid war von 1736 bis 1740 zunächst Lakai und Musiker am Hofe des Fürsten Karl Thomas zu Löwenstein-Wertheim-Rochefort auf Schloss Löwenstein in Kleinheubach bei Aschaffenburg. 1742 wurde er Mitglied der Augsburger Hofkapelle und um 1745 ebenda Nachfolger von Franz Anton Maichelbeck als Hofkapellmeister des Fürstbischofs Joseph I. von Augsburg.
Am 1. April 1756 wurde er in Mainz – als Nachfolger von Jan Zach – Hofkapellmeister bei dem dortigen Erzbischof Friedrich Karl Joseph von Erthal und blieb in dieser Position bis 1787 (Aus der Kapelle wurde später das Philharmonische Staatsorchester Mainz). Schmids Nachfolger wurde Vincenzo Righini.
Er war mit Leopold Mozart und Joseph Haydn befreundet. Überliefert ist ein Brief Haydns an Schmid vom 28. Juli 1787.

## Familie
Schmid heiratete am 2. Juni 1749 in Augsburg Maria Franziska Sigmund. Ob das Paar Kinder hatte, ist nicht bekannt.

## Schaffen
Der Schwerpunkt von Schmids Schaffen lag auf sinfonischem Gebiet und ist von den Einflüssen geprägt, die in der Mannheimer Schule gipfelten. Schon in Augsburg schrieb er „sehr viele treffliche Symphonien“, die aber zumeist verschollen sind. Erhalten ist die Sinfonie Nr. 1 A-Dur, die 2014 in Augsburg aufgeführt wurde.